# 杨树浦港
杨树浦港又名杨树浦、杨名港、杨名浦、杨木浦、兰路港、兰州路河，是中華人民共和國上海市杨浦区的一條斷頭河，該河西起政修路，向東南流入黃浦江。19世纪末叶后，楊樹浦流域地區人口增多，工商繁荣，人們將楊樹浦流域地區也稱為楊樹浦，後簡化為楊浦。为使地區名和河流名不至於混淆，河流杨树浦改称為杨树浦港。